# 불조삼경 (보물 제1224-2호)
불조삼경(佛祖三經)은 부산광역시 금정구 청룡동 범어사에 있는 고려시대의 목판본 불경이다. 2007년 9월 18일 대한민국의 보물 제1224-2호로 지정되었다.

## 개요
이 책은 인도에서 가장 먼저 중국에 전래된 경전으로 알려진 불설사십이장경(佛說四十二章經)과 부처의 최후 가르침인 불유교경(佛遺敎經), 그리고 중국 위앙종(僞仰宗)의 초조(初祖)인 영우(靈祐)의 위산경책(潙山警策)ꡕ 등 불경 3종이 합집된 것이다.
표지를 넘기면 바로 권수에 서제(序題) 없이 원나라 몽산 덕이(蒙山 德異)가 ‘至元丙戌’(1286)년에 초서로 쓴 서문이 있고, 이어서 차례로 세 종의 불경이 실려 있으며 끝 부분에는 목은 이색(牧隱 李穡)의 발문이 수록되어 있다. 이색의 발문에서는 ‘靑龍甲子’년인 고려 우왕 10(1384)년에 지봉(志峯)과 지도(志道), 각온(覺溫) 등이 김씨의 시주에 의하여 중간(重刊)하였다는 사실을 밝히고 있다. 이색 발문의 공간에 '造經施主金沖德景特'이라는 묵서가 보이고 있는데, 이는 후인(後印)하면서 기록한 것으로 생각된다.
책의 맨 마지막에는 丙戌(1286)년의 비구익대(比丘益大) 발문이 수록되어 있는데 앞의 덕이(德異) 서문(序文) 연대와 같아 원나라 판본을 가장 충실하게 번각한 책으로 보인다.
이 책은 리움미술관 소장 보물 제695호 <불설42장경합철> 및 보물 제1224호 <불조삼경>과 동일본으로 판단되는데, 그 중에서도 보존상태가 양호한 편이다. 또한 권말 익대의 발문은 기존에 지정된 2점에서는 보이지 않는 것으로 주목된다 하겠다.

## 같이 보기
- 불조삼경

## 참고 자료
- 불조삼경 - 국가유산청 국가유산포털